# Alcipe de Yunnan
L'alcipe de Yunnan (Alcippe fratercula) és un ocell de la família dels alcipeids (Alcippeidae).

## Hàbitat i distribució
Habita els boscos de muntanya del nord-est i centre de Myanmar, sud i sud-oest de la Xina, nod de Tailàndia, nord-oest, nord i centre de Laos i nord del Vietnam.

## Taxonomia
Considerat una subespècie d'Alcippe morrisonia, recentment ha estat considerada una espècie diferent pel Congrés Ornitològic Internacional arran els treballs de Song et al. 2009.